# Rirs Bital
Rirs Bital ist eine unbewohnte Insel von Palau.

## Geographie
Rirs Bital ist eine kleine Insel im Bereich der UNESCO-Welterbestätte Südliche Lagune der Rock Islands, (Chelbacheb-Inseln). Sie gehört zu den Ngeruktabel Islands und ist Teil eines Höhenzuges, der sich von Norden bis dahin nach Süden zieht. Sie liegt zwischen der Hauptinsel Ngeruktabel im Westen und Ngkesill im Osten, in der Lagune.